# 基艾亚

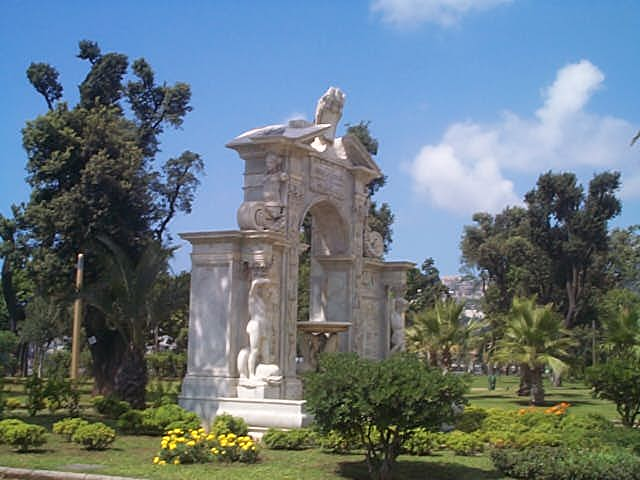
市民公园内的一个喷泉

基艾亚（Chiaia，義大利語發音：[ˈkjaja]）是那不勒斯的一个区，南到海滨，东到胜利广场（Piazza Vittoria），西到梅尔杰利纳（Mergellina）。该区最突出的标志是大型公园市民公园。
从历史上看，基艾亚经历最初的发展是在16世纪末、17世纪初，当时统治那不勒斯的西班牙人越过城市的历史边界向西发展。
文艺复兴诗人劳拉·泰拉奇纳出生于基艾亚并在那里长大。

## 建筑
- 门廊圣母堂（Chiesa di Santa Maria in Portico）
- 蛋堡
- 塞贝托喷泉（Fontana del Sebeto）
- 基艾亚圣加大肋纳堂 （Chiesa di Santa Caterina a Chiaia）
- 基艾亚圣德肋撒堂（Chiesa di Santa Teresa a Chiaia）
- 皮尼亚泰利别墅（Villa Pignatelli）
- 基艾亚桥